# Atentados de Carcassonne e Trèbes

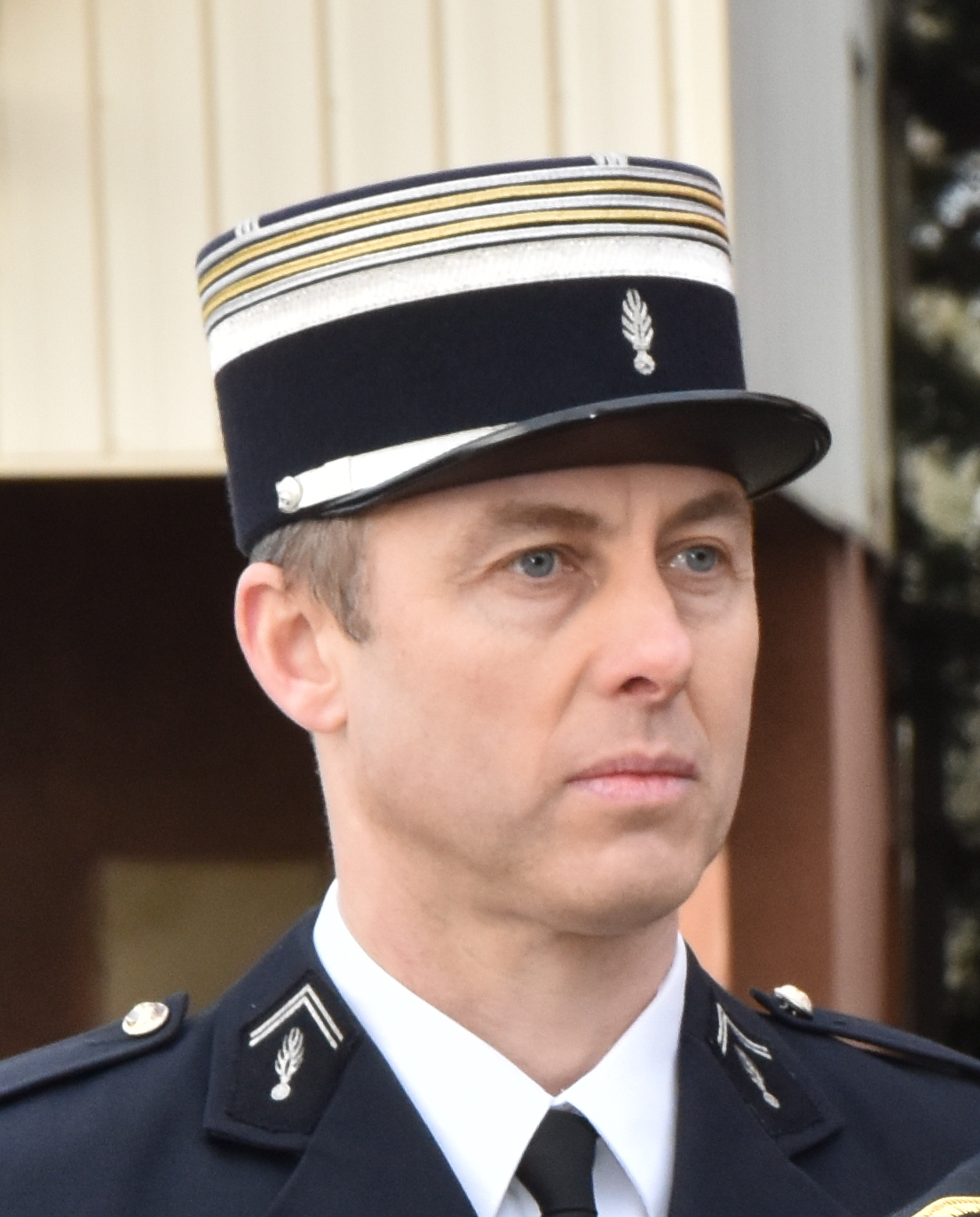
Arnaud Beltrame foi condecorado como herói por conta de sua atuação durante o atentado.

Os atentados de Carcassonne e Trèbes foram uma série de ataques islâmicos orquestrados em duas cidades da região do Aude, no sul da França. Os atos deixaram um total de 3 civis mortos e outros 16 feridos. Em seguida o autor do atentado foi abatido pela polícia, se tornando a quarto falecido. Os ataques foram atribuidos ao grupo jihadista Estado Islâmico.

## O atentado
Pouco antes das 10 da manhã (9 da manhã UTC) na sexta-feira 23 de março de 2018, Redouane Lakdim, armado com uma arma, parou um carro nos arredores de Carcassonne. Ele atirou nos dois ocupantes, matando o passageiro e ferindo gravemente o motorista, antes de roubar o carro e sair dirigindo. Ele parecia esperar do lado de fora de um quartel militar por soldados, mas depois dirigiu-se para um quartel da polícia. Ele atacou quatro policiais que estavam correndo de volta para o quartel, tentando atropelá-los e atirando neles. Um dos policiais foi baleado; ele sofreu costelas quebradas e um pulmão perfurado, e a bala perdeu por pouco seu coração. Lakdim então partiu e dirigiu 5 quilômetros para Trèbes.
A polícia negociou com Lakdim a libertação dos reféns, e Arnaud Beltrame, um tenente-coronel de 44 anos da Gendarmaria Nacional, se ofereceu para substituir o refém e Lakdim aceitou. Depois de um impasse de três horas, Lakdim esfaqueou e atirou em Beltrame, e os tiros foram ouvidos pela escuta que Beltrame carregava consigo. Em resposta, os agentes da GIGN imediatamente invadiram o supermercado às 2:40 da tarde. e trocaram tiros com o assaltante, matando-o dois minutos depois. Dois dos policiais ficaram feridos. Pouco depois, cães policiais entraram no prédio, e uma ambulância e um helicóptero chegaram ao estacionamento. Beltrame foi elogiado pelo ministro do Interior Collomb e outros por seu heroísmo, mas depois morreu no hospital de seus ferimentos. Uma autópsia descobriu que Beltrame morreu de facadas letais na garganta.
O tenente-coronel Arnaud Beltrame, voluntariamente trocou de lugar com um refém. Depois de um impasse de três horas, o terrorista Redouane Lakdim atirou e esfaqueou fatalmente Beltrame. Uma unidade tática policial imediatamente invadiu o prédio e matou Lakdim. Ele foi nomeado um "soldado do Estado Islâmico" pela Agência de Notícias Amaq, e o presidente da França chamou os ataques de um ato de terrorismo islâmico. Cinco pessoas foram mortas nos ataques, incluindo o perpetrador, e quinze ficaram feridas.
Na segunda-feira do dia 26 de março, o Papa Francisco enviou um telegrama a Dom Alain Planet, Bispo de Carcassonne e Narbonne, condenando o atentado ocorrido nas cidades francesas de Carcassonne e Trèbes. Na quarta-feira do dia 28 de março, foi feita uma cerimônia em que o presidente Emmanuel Macron prestou homenagens ao policial Arnaud Beltrame. Ele foi promovido de tenente-coronel ao posto de coronel, e foi nomeado como comandante da Legião de Honra a título póstumo.
A França desde 2015 foi um dos principais alvos de ataques terroristas na Europa. Alguns destes são o ataque contra o Charlie Hebdo, os ataques de novembro de 2015 em Paris ou o de julho de 2016 em Nice. A partir do de 13 de novembro de 2015 de Paris, a França decretou o estado de emergência em todo o país e mais tarde, foi retirado, mas mesmo assim estava sob alerta máximo de terrorismo devido às altas possibilidades de ser alvo de novos ataques. Duas semanas antes dos ataques de 23 de março ao Aude, várias operações antiterroristas haviam sido realizadas, nas quais eles haviam sido presos. vários simpatizantes do jihadismo, incluindo alguns deles relacionados aos da Catalunha em 2017.